# Not Guilty
Not Guilty (englisch für: Nicht schuldig) ist ein Lied des britischen Musikers George Harrison aus dem Jahr 1968. Es wurde im August 1968 von den Beatles für das Weiße Album aufgenommen, dann jedoch verworfen. Harrison veröffentlichte 1979 stattdessen eine Neuaufnahme des Liedes auf seinem Album George Harrison. Die Beatles-Version erschien erst 1996 im Rahmen der Anthology-Reihe.

## Hintergrund
Harrison schrieb Not Guilty unmittelbar nach der Rückkehr der Beatles aus Indien, wo sie den Guru, Autor von Büchern über vedische Philosophie und Begründer der Transzendentalen Meditation, Maharishi Mahesh Yogi, besucht hatten. Inhaltlich beschreibt das Lied Harrisons Auseinandersetzung mit der Gegenkultur der 1960er Jahre sowie auch seine Unzufriedenheit mit seiner untergeordneten Position im Bandgefüge der Beatles. Im Mai 1968 nahm die Band in Harrisons Anwesen in Esher eine Demo-Fassung von Not Guilty auf.

## Musikalische Struktur
Not Guilty ist in e-Moll verfasst; das im 4⁄4-Takt komponierte Lied hat eine Laufzeit von 3:36 min (1979er Version).

## Produktion
Not Guilty wurde im August 1968 in den Abbey Road Studios in London aufgenommen. Produzent war George Martin, assistiert von Ken Scott. Die Beatles nahmen am 7. und 8. August insgesamt 101 Takes des Liedes auf. Für kein Lied der Beatles wurden mehr Takes aufgenommen. Am 9. August wurde von Take 99 ein Mixdown gefertigt (Take 102), auf den im Overdub-Verfahren weitere Instrumente aufgenommen wurden. Üblicherweise wird der Gesang im Aufnahmestudio aufgenommen, während der Sänger das Playback über Kopfhörer mithört. Harrison verlangte jedoch, das Lied solle im Kontrollraum aufgenommen und das Playback laut über die Monitorboxen abgespielt werden.
Am Ende der Aufnahmesession am 9. August wurde das Lied in Mono abgemischt. Kurze Zeit später wurde entschieden, das Lied nicht zu veröffentlichen. Eine Stereoversion wurde daher 1968 nicht mehr gefertigt.

## Veröffentlichung
Wie auch What’s the New Mary Jane wurde Not Guilty vom Weißen Album gestrichen, und das Lied blieb vorerst unveröffentlicht.
Im Februar 1979 veröffentlichte Harrison sein zehntes Soloalbum George Harrison, für das er Not Guilty neu aufnahm. Auf dieser Version spielt Harrison die akustische Gitarre, begleitet von Steve Winwood am Fender-Rhodes-Piano.
Im Jahr 1985 sollte das Album Sessions erscheinen, das eine ganze Reihe unveröffentlichter Beatles-Lieder enthalten hätte. Für dieses Album fertigte Geoff Emerick 1984 eine erste Stereofassung von Not Guilty an, die jedoch um rund eine Minute gekürzt wurde. Das Album Sessions blieb unveröffentlicht.
Erst im Oktober 1996 erschien die Beatles-Fassung von Not Guilty im Rahmen der Anthology-Reihe (Track 18 auf Anthology 3, Disc 1). Hier wurde die ursprünglich für das Album Sessions gedachte Abmischung aus dem Jahr 1984 verwendet.
Auf der 2018 veröffentlichten Ausgabe des Weißen Albums ist die Demoversion aus dem Mai 1968 enthalten (Teil der sogenannten Esher Demos). Die ungekürzte Studioversion basierend auf Take 102 der Aufnahmen befindet sich nur auf der Super Deluxe Edition dieser Veröffentlichung.

## Besetzung (1968er Version)
(nach Not Guilty im Begleitbuch zur Super Deluxe Edition des Albums The Beatles aus dem Jahr 2018)
- George Harrison: Gesang, E-Gitarre
- Paul McCartney: E-Bass
- Ringo Starr: Schlagzeug
- John Lennon: Cembalo[9]

## Besetzung (1979er Version)
(nach Rohde, S. 148)
- George Harrison: Gitarre, Gesang
- Willie Weeks: Bass
- Neil Larsen: Keyboards
- Steve Winwood: Keyboards
- Ray Cooper: Congas